# Mohamed Ben Hafsia
Mohamed Ben Hafsia (ur. 29 sierpnia 1999) – tunezyjski zapaśnik walczący w stylu wolnym. Brązowy medalista igrzysk afrykańskich w 2023. Piąty na mistrzostwach Afryki w 2024. Wicemistrz Afryki juniorów w 2019 roku.  